# Häggska huset
Häggska huset är ett hus i Visby på Sankt Drottensgatan 2. Det syftar på en byggnad av Axel Herman Hägg men används som beteckning på hela kvarteret, som består av fyra medeltidshus, ett hus från 1600-talet, ett från 1700-talet och Häggs 1800-talshus.
Huset på Sankt Drottensgatan 2 består av tre sammanbyggda hus. Mot gatan står ett trappgavelhus med välvd källare och tre övervåningar, samt lastport på översta våningen. Söder om trappgavelhuset finns ytterligare ett medeltidshus utan källar men med spår av en stor ugn och skorsten. Bakom dessa hus mot Södra kyrkogatan finns ytterligare ett delvis ombyggt packhus med välvd högkällare. Inget av husen är dendrokronologiskt daterat, men är troligen alla uppförda under 1200-talet.